# رباط المنستير
رباط المنستير، يُعد من أهمّ وأقدم الحصون الدفاعيّة الإسلامية في المغرب العربي، وأبرز معالم مدينة المنستير التونسية. أسّس هذا الرباط في سنة 796 في عصر الدولة العباسية.

## التاريخ والعمارة

مخطط لرباط المنستير والتوسعات التي شملته

شيّده سنة 796م القائد العباسي ووالي إفريقية هرثمة بن أعين وأدخلت عليه في العهد الوسيط عدّة تحسينات وتغييرات. فقد كان في البداية رباعيّ الأضلاع، متألّفا من أربعة مبان تفتح على صحنين داخليّين. وبالإضافة إلى الحجرات الصغيرة المخصّصة للمجاهدين المتعبّدين الذين كانوا يضطلعون بوظائفهم العسكريّة ويعكفون في نفس الوقت على الصلاة والتأمل، يحتوي الرباط على مسجدين، يأوي أوسعهما اليوم مجموعة فريدة من لوازم العبادة والصناعات التقليديّة في العهد الوسيط.

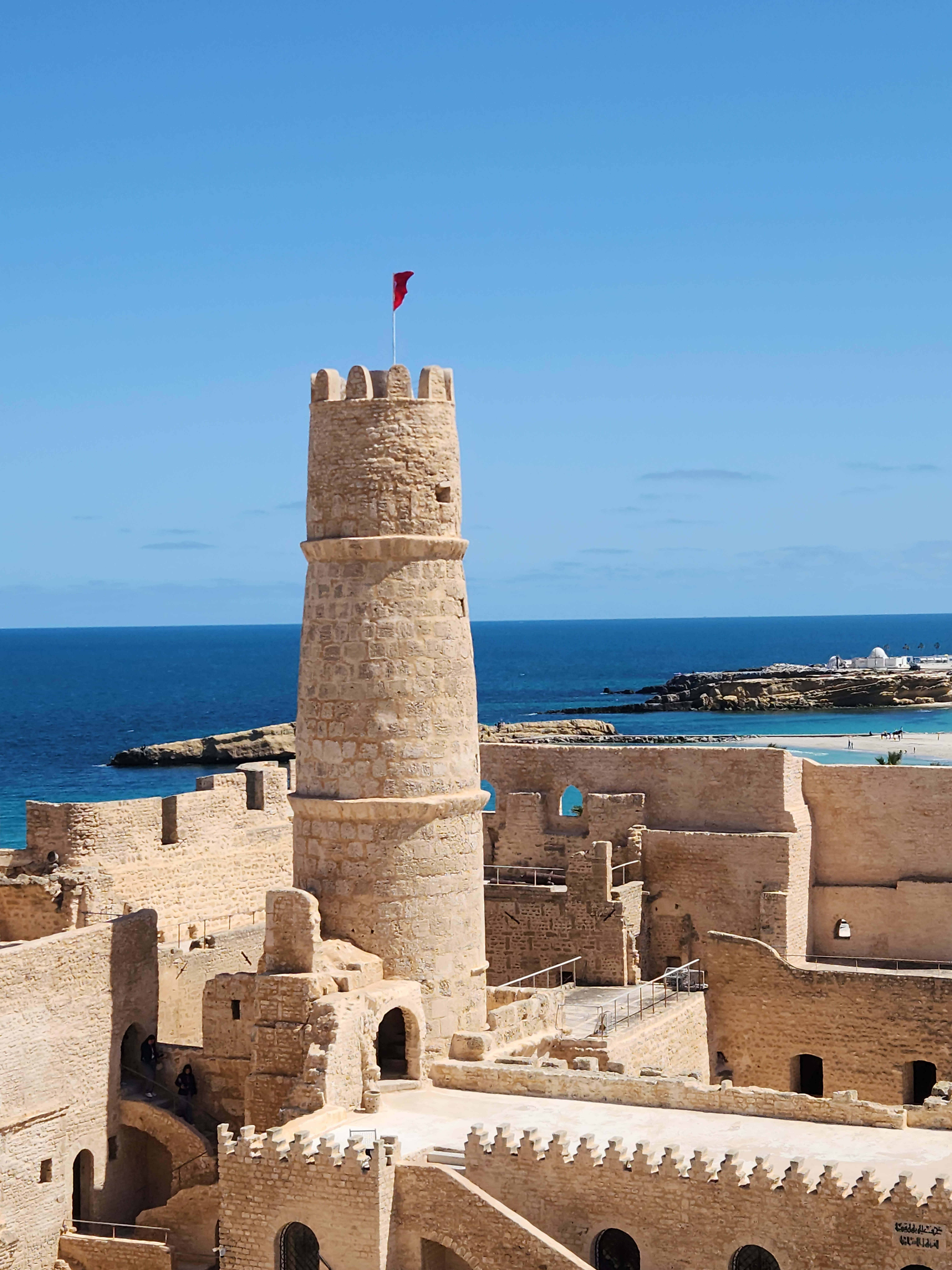
برج المراقبة

ويمكن الصعود في مدرج حلزوني الشكل، به حوالي مئة درجة، للوصول إلى برج المراقبة الذي كان يتمّ منه تبادل الإشارات الضوئية، في الليل، مع أبراج الرباطات المجاورة، الذي يتيح للزائر التمتّع بمشهد رائع على مدينة المنستير وشاطئها.

## المتحف والفعاليات
في فصل الصيف، يحتضن فضاء الرباط عدّة تظاهرات من مهرجان المنستير الدّولي.

## معرض الصور

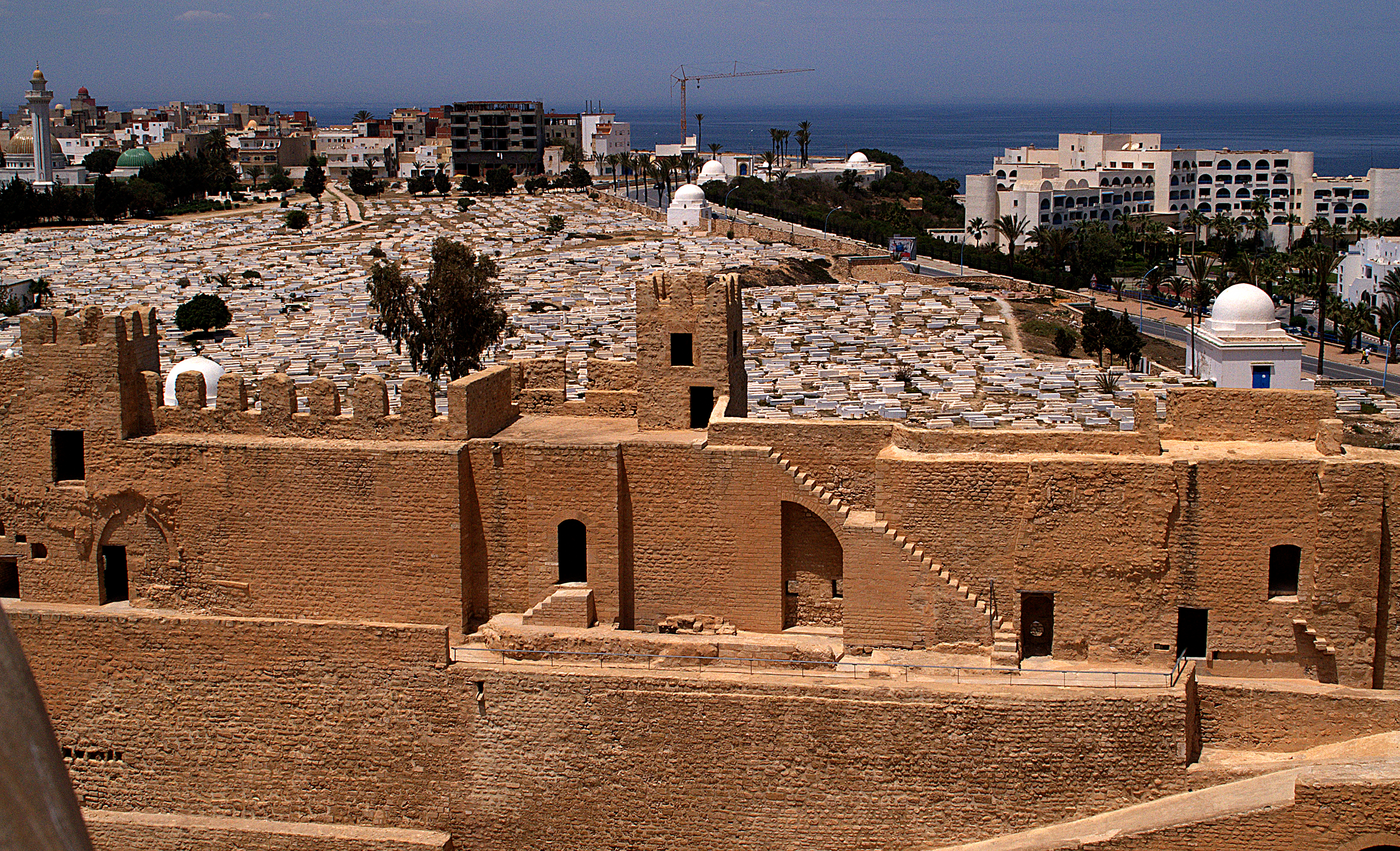
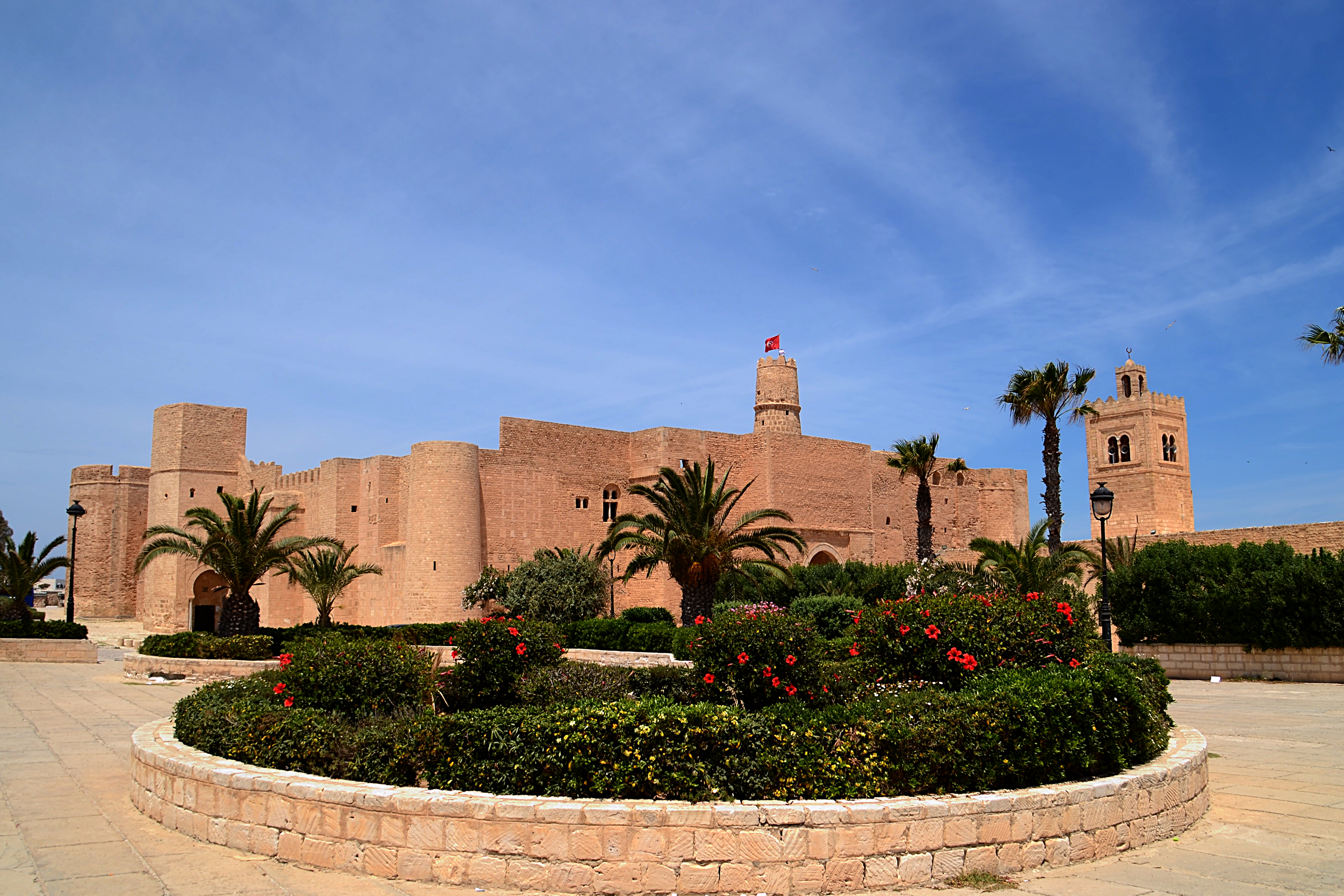
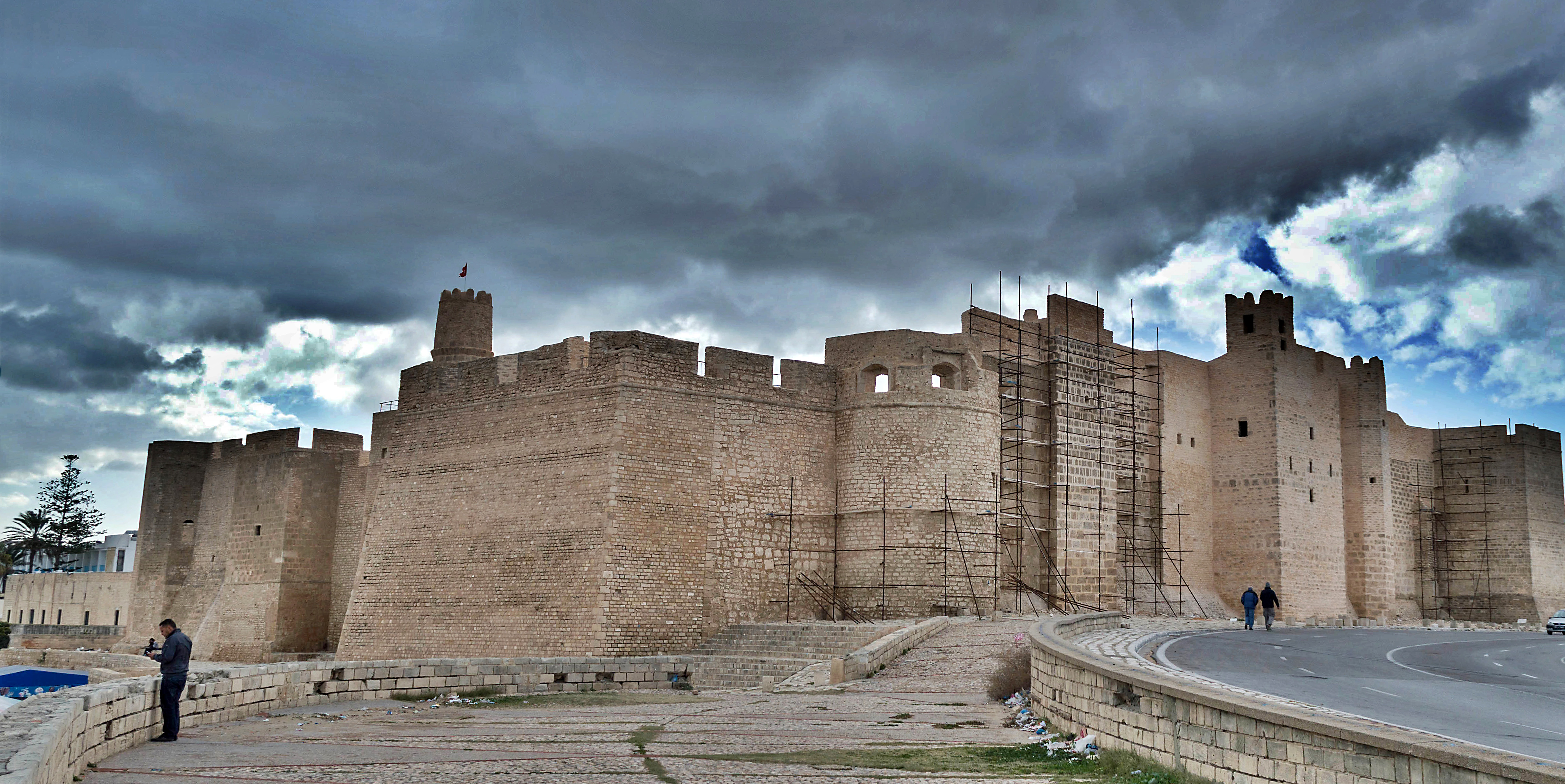